# Řeřišnice hořká
Řeřišnice hořká (Cardamine amara) je vytrvalá bylina z čeledě brukvovitých.

## Rozšíření
Vyskytuje se, vyjma nejjižnějších a nejsevernějších oblastí, v celé Evropě i na západní Sibiři. V České republice roste od nížin až do podhůří ve třech poddruzích:
- diploidní subsp. amara a subsp. opicii a
- tetraploidní subsp. austriaca.[1]

Lze ji nalézt na úživných, vlhkých půdách podél vodních toků, v údolních luzích a poblíž lesních cest a hlavně okolo pramenišť. Preferuje půdy hlinité, zásadité i kyselé, provlhčené spodní vodou.
Na Slovensku ve Vysokých Tatrách jsou od slovenského jména řeřichy odvozené názvy dvou ples (Nižné a Vyšné Žeruchové pliesko).

## Popis
Rostlina s křehkou lodyhou bývá vysoká od 20 do 40 cm. Nevětvená, nebo jen v horní části řídce větvená plná lodyha vyrůstající z oddenku je od báze vystoupavá, v uzlinách je kořenící, bývá lysá nebo jen řídce porostlá chlupy. Lichozpeřených, lysých lodyžních listů téměř bez řapíku bývá 5 až 10, většinou jsou 2 nebo 4jařmé s mělce zubatými laločnými lístky eliptického tvaru. Rostlina koření mělce, vytváří oddenky, kterými se také rozmnožuje.
Čtyřčetné výrazné květy jsou sestaveny do řídkého hroznovitého květenství. Korunní lístky bývají nejčastěji čistě bíle, vzácněji jsou s přídechem růžové nebo fialové barvy. Jsou 7 až 9 mm dlouhé. Menší kališní lístky se širší základnou a zaoblenou špičkou měří asi 3 mm. Tyčinek je 6, prašníky jsou fialové. Pestík je se dvou plodolistů. Kvetou v dubnu až červenci, dochází zde většinou k samoopylení.
Plody jsou šešule dlouhé 2 až 3 cm s hnědými semeny, kterých je poměrně málo. Rostliny se nejčastěji rozmnožují odlamujícími se oddenky, které na nová místa odnáší povrchová voda. Protože se vyskytují často okolo míst s nezamrzající pramenitou vodou, jsou již brzy z jara schopny kvést.

## Význam
Řeřišnice hořká je bez hospodářského významu, dříve se její mladé listy sbíraly časně z jara na salát jako jeden z prvých zdrojů vitamínu C. Listy jsou významnou potravou pro larvy běláska řeřichového ( Anthocharis cardamines) a běláska řepkového (Pieris napi). 

## Taxonomie
Řeřišnice hořká se rozděluje do pěti níže uvedených poddruhů, z nichž prvé tři se vyskytují v České republice:
- řeřišnice hořká pravá (Cardamine amara L. subsp. amara)
- řeřišnice hořká Opizova (Cardamine amara L. subsp. opicii (J. Presl et C. Presl) Čelak.)
- řeřišnice hořká rakouská (Cardamine amara L. subsp. austriaca Marhold)
- řeřišnice hořká balkánská (Cardamine amara L. subsp. balcanica Marhold, Ančev et Kit Tan)
- řeřišnice hořká pyrenejská (Cardamine amara L. subsp. pyrenaea Sennen)

## Ohrožení
Jeden poddruh rostoucí v České republice je označen v "Černém a červeném seznamu cévnatých rostlin České republiky" jako kriticky ohrožený – řeřišnice hořká Opizova. 

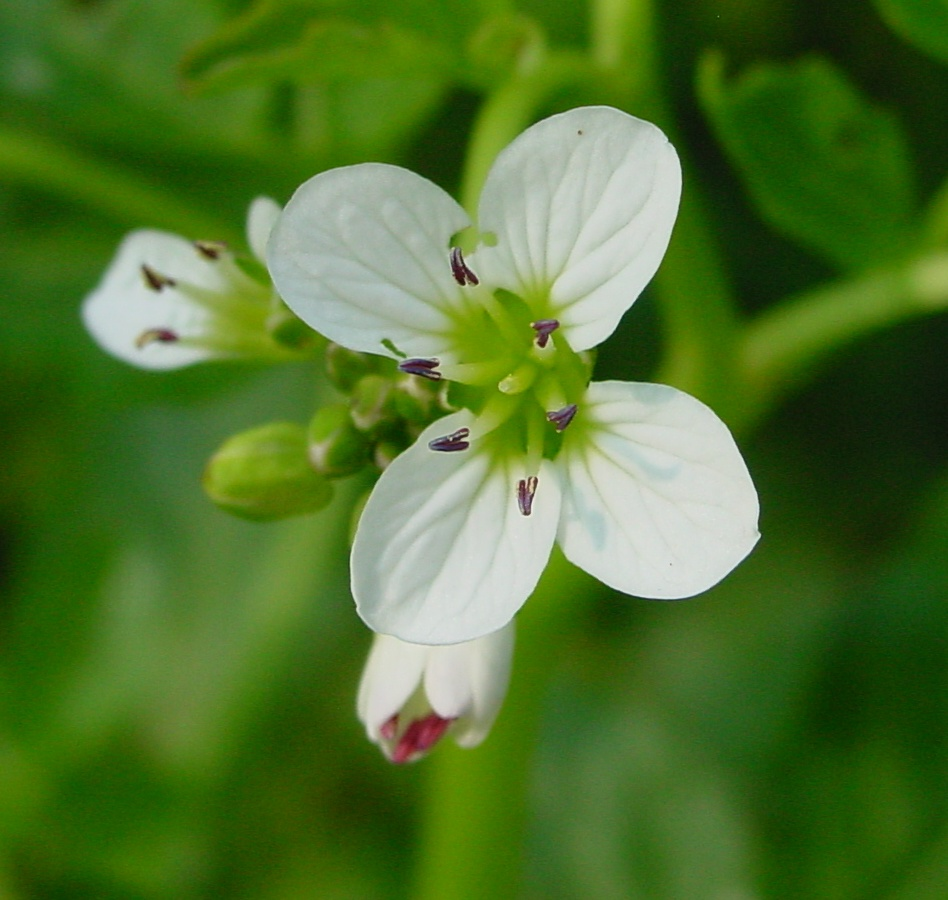
Detail květu
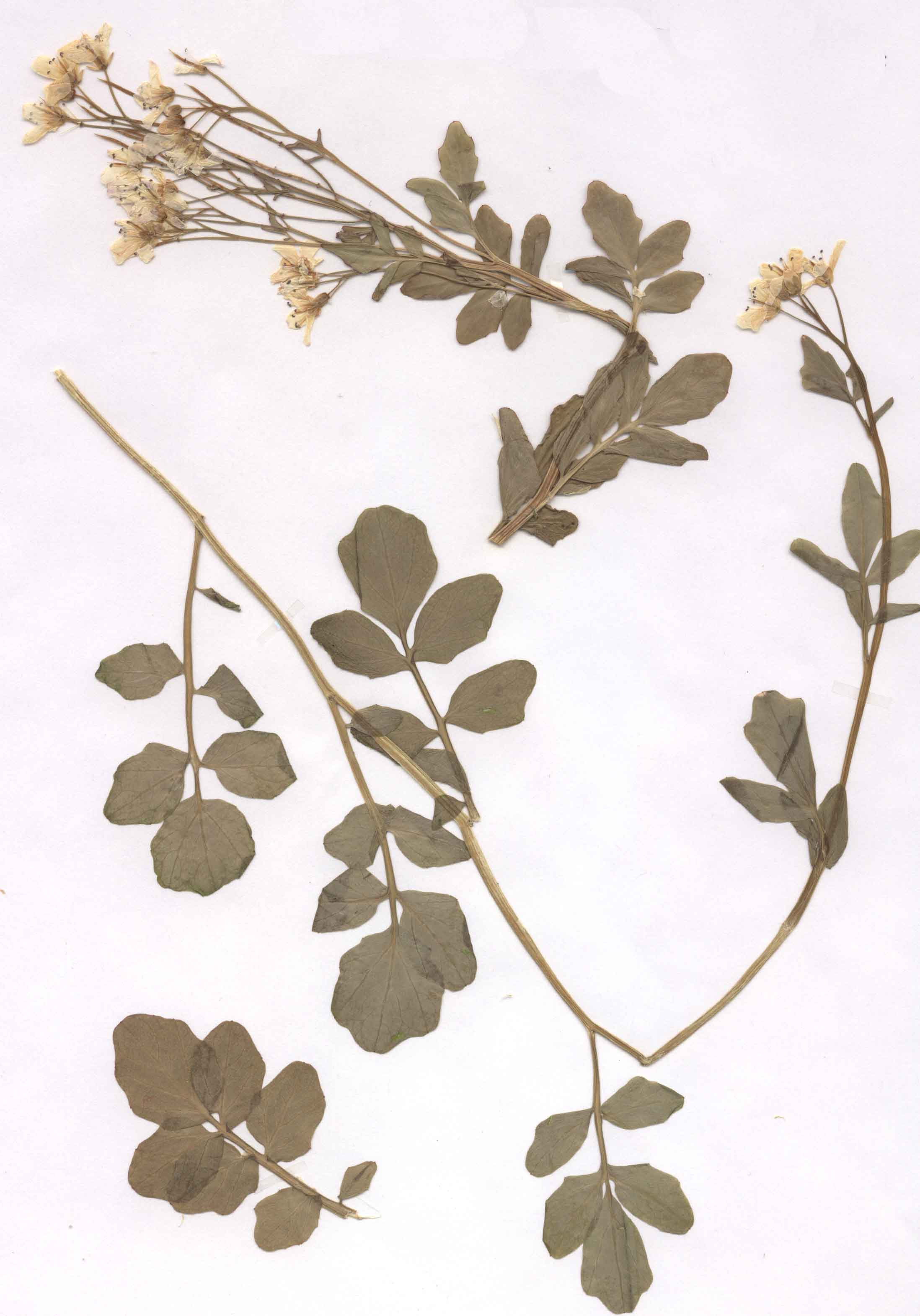
Vylisovaná řeřišnice hořká
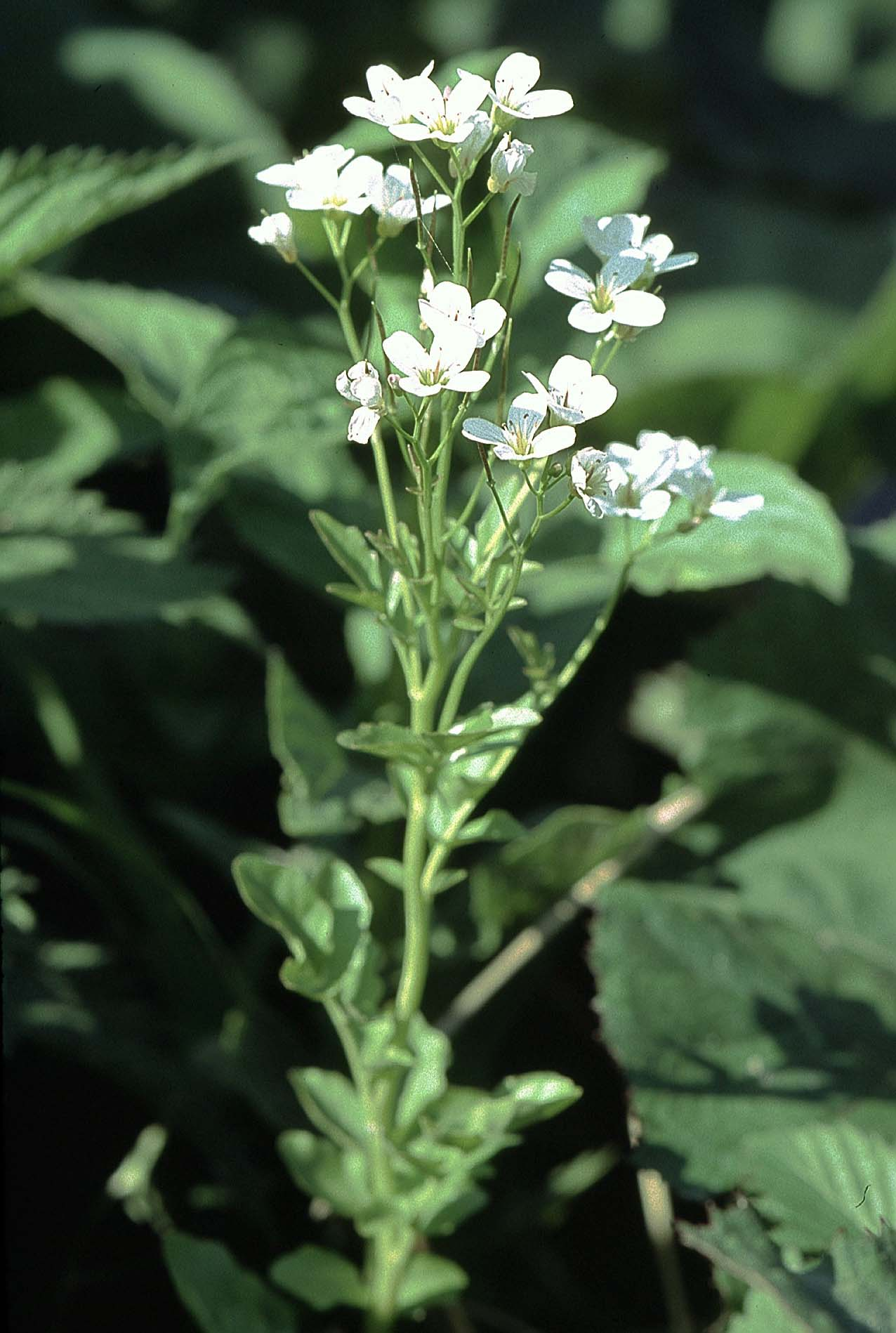
Detail květenství.
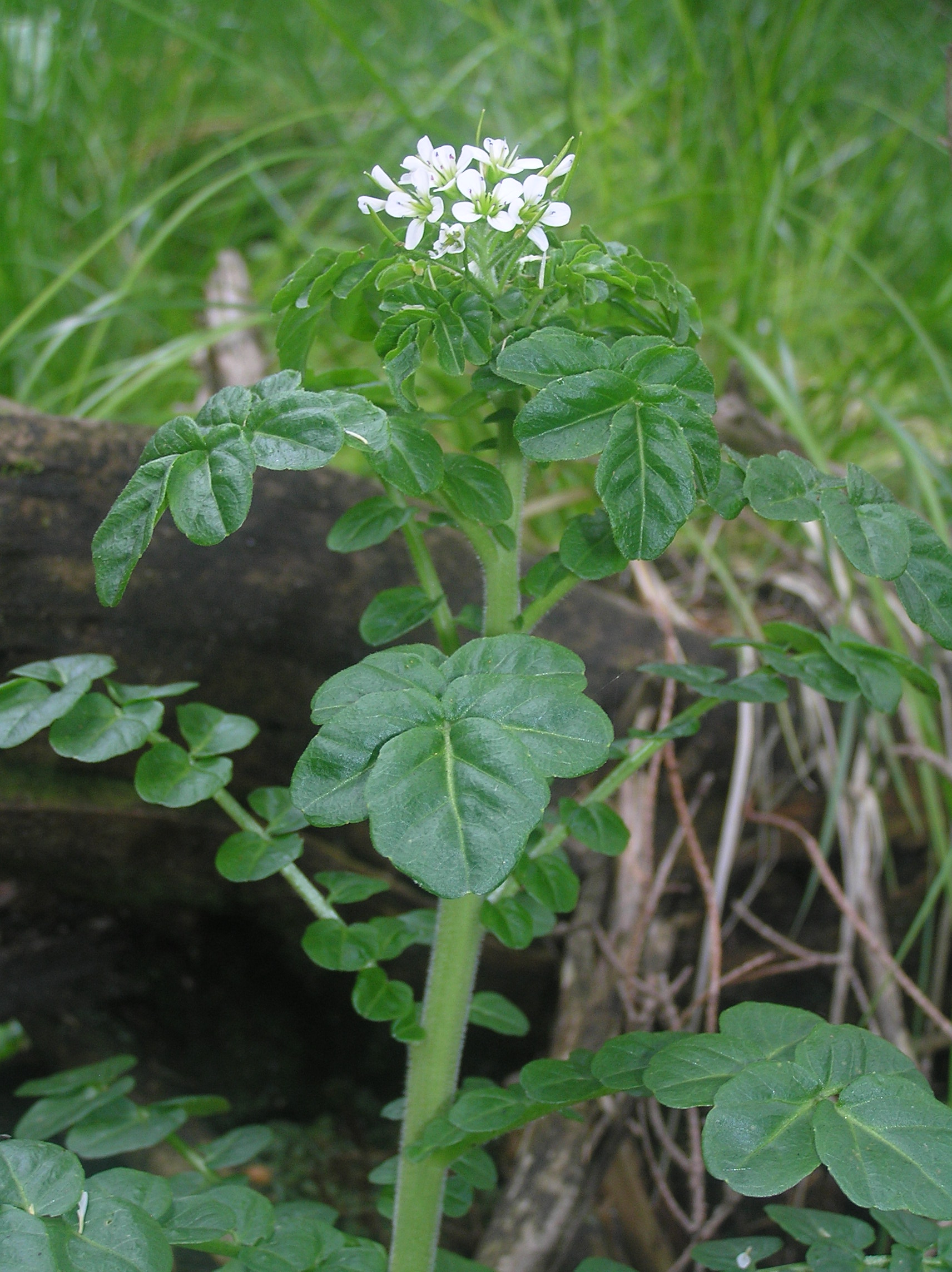
Řeřišnice hořká Opizova, prameniště v pohoří Králický Sněžník